# Storia del Nicaragua
Il Nicaragua prende il suo nome da Nicarao, capo della tribù di nativi americani che viveva attorno all'attuale lago Nicaragua. Il ritrovamento delle impronte di Acahualinca nei pressi del versante meridionale del Lago Managua testimoniano la presenza umana sul territorio risalente ad almeno 6.000 anni a.C.

## La conquista spagnola
Nel 1522, i primi spagnoli entrarono nella regione che sarebbe divenuta nota come Nicaragua. Gil González Dávila, assieme ad una piccola forza, ne raggiunse la parte occidentale dopo una marcia attraverso la Costa Rica, a seguito di un quasi disastro mentre esplorava la costa occidentale dell'America Centrale. González Dávila procedette ad esplorare le fertili vallate occidentali e rimase impressionato dalla civiltà india che vi trovò. Con il suo piccolo esercito raccolse oro e battezzò gli indios lungo il cammino. Alla fine si imposero talmente sulle tribù locali che queste li attaccarono riuscendo quasi ad annichilirli. González Dávila fece ritorno al punto di partenza della sua spedizione, a Panama e relazionò sulle sue scoperte, chiamando l'area Nicaragua. Comunque, il governatore Pedrarias Dávila tentò di arrestarlo e di confiscarne il tesoro. González Dávila fu costretto a fuggire a Santo Domingo per preparare un'altra spedizione.
Nel giro di pochi mesi il Nicaragua venne invaso da diverse forze spagnole, ognuna comandata da un conquistador. González Dávila venne autorizzato per decreto reale, e vi giunse dalla costa caraibica dell'Honduras. Francisco Hernández de Córdoba agli ordini del governatore di Panamá si avvicinò dalla Costa Rica. Pedro de Alvarado e Cristóbal de Olid agli ordini di Hernán Cortés, arrivarono dal Guatemala attraverso El Salvador e Honduras.
Córdoba apparentemente, arrivò con l'intenzione di colonizzare. Nel 1524, fondò degli insediamenti permanenti nella regione, tra cui due delle principali città del Nicaragua: Granada sul Lago Nicaragua e León a est del Lago di Managua. Ma trovò presto necessario preparare delle difese per le città e andare all'offensiva contro le incursioni degli altri conquistadores.
L'inevitabile scontro tra le varie forze spagnole non impedì la loro devastazione della popolazione indigena, le cui civilizzazioni vennero distrutte. La serie di battaglie divenne nota come La guerra dei Capitani. Nel 1529, la conquista del Nicaragua era completata. Diversi conquistadores ne uscirono vincitori, e alcuni vennero giustiziati o assassinati. Pedrarias Dávila fu un vincitore; anche se aveva perso il controllo di Panamá, si era trasferito in Nicaragua stabilendo la sua base a León. Attraverso abili macchinazioni diplomatiche, egli divenne il primo governatore della colonia.
Il territorio venne suddiviso tra i conquistadores. L'area di maggiore interesse era la parte occidentale. Essa includeva una ampia e fertile valle, con grossi laghi e una serie di vulcani e lagune vulcaniche. Molti indios vennero ridotti in schiavitù per sviluppare e mantenere tali proprietà. Altri vennero messi a lavorare nelle miniere del Nicaragua Settentrionale, ma la gran parte venne inviata come schiavi a Panamá e in Perù, con notevole profitto per la nuova aristocrazia terriera. Molti indios morirono di malattie e maltrattamenti da parte degli spagnoli, che controllavano tutto quanto era necessario per la loro sussistenza.

## Da colonia a nazione
Nel 1538, venne fondato il Vicereame della Nuova Spagna, comprendente tutto il Messico e l'America Centrale, ad eccezione di Panamá. Nel 1570, la parte meridionale della Nuova Spagna venne designata come capitaneria generale del Guatemala. L'area del Nicaragua venne divisa in "parties" amministrativi, con León come capitale. Nel 1610, ci fu l'eruzione del vulcano Momotombo, che distrusse la capitale. Venne ricostruita a nord-ovest del sito originario.
La storia del Nicaragua rimase relativamente statica per trecento anni dopo la conquista. Ci furono piccole guerre civili e ribellioni che vennero rapidamente soppresse. La regione era soggetta a frequenti incursioni da parte dei pirati olandesi, francesi e britannici; la città di Granada venne invasa due volte, nel 1658 e nel 1660.
Il Nicaragua divenne parte dell'Impero Messicano e ottenne poi l'indipendenza divenendo parte delle Province Unite dell'America Centrale nel 1821 e repubblica indipendente nel 1838. La Mosquito Coast sull'Oceano Atlantico, venne reclamata dal Regno Unito (e dagli stati che lo precedettero) come protettorato dal 1655 al 1850; questo venne delegato all'Honduras nel 1859 e trasferito al Nicaragua nel 1860, anche se rimase autonomo fino al 1894.
Gran parte della politica nicaraguense dopo l'indipendenza fu caratterizzata dalla rivalità tra l'élite liberale di León e l'élite conservatrice di Granada. Questa rivalità degenerò spesso nella guerra civile, in particolare durante gli anni 1840 e 1850. Inizialmente invitato dai liberali nel 1855 ad unirsi alla loro lotta contro i conservatori, un avventuriero statunitense chiamato William Walker (in seguito giustiziato in Honduras) venne eletto alla presidenza nel 1856. L'Honduras e altre nazioni centroamericane si unirono per cacciarlo dal Nicaragua nel 1857, dopo di che seguì un periodo di tre decenni di governo conservatore.
Avvantaggiandosi delle divisioni tra le file dei conservatori, José Santos Zelaya guidò una rivolta liberale che lo portò al potere nel 1893. Zelaya pose fine alla lunga disputa con il Regno Unito sulla costa atlantica nel 1894, reincorporando la Mosquito Coast nel Nicaragua.

## Coinvolgimento statunitense (1909-1933)
Comunque, nel 1909, gli Stati Uniti fornirono sostegno politico alle forze guidate dai conservatori che si ribellavano al presidente Zelaya. Tra i motivi statunitensi c'erano differenze sul proposto Canale del Nicaragua, il potenziale nicaraguense come influenza destabilizzante nella regione, e i tentativi di Zelaya di regolare l'accesso straniero alle risorse naturali del paese. Il 18 novembre 1909 delle navi da guerra statunitensi vennero inviate nell'area, dopo che 500 rivoluzionari (tra cui due statunitensi) erano stati giustiziati per ordine di Zelaya. Gli USA giustificarono l'intervento sostenendo la protezione di vite e proprietà statunitensi. Zelaya si dimise più tardi nello stesso anno. I Marines occuparono il Nicaragua fino al 1933 (dal 1912 al 1925 e dal 1926 al 1933, con un intervallo di 9 mesi tra i due periodi). Dal 1910 al 1926, il partito conservatore dominò il Nicaragua. A seguito dell'evacuazione dei Marines, si ebbe un nuovo violento conflitto tra liberali e conservatori nel 1926, noto come Guerra Costituzionalista, che produsse un governo di coalizione e il ritorno dei Marines statunitensi.
Dal 1927 al 1933, il generale Augusto César Sandino guidò una sostenuta guerriglia, prima contro il regime conservatore e successivamente contro i Marines, che si ritirarono con la formazione di un nuovo governo liberale. Sandino rigettò un accordo negoziale del 1927, presentato dagli USA per porre fine agli ultimi episodi di combattimento tra liberali e conservatori.
La rivolta costrinse infine gli USA al compromesso e a lasciare il paese. Quando gli statunitensi se ne andarono nel 1933, crearono la Guardia Nacional (Guardia Nazionale), una forza combinata militare e di polizia, addestrata ed equipaggiata dagli USA e pensata per essere fedele agli interessi statunitensi. Anastasio Somoza García, buon amico del governo statunitense, venne messo al potere. Egli fu uno dei tre governanti del paese, gli altri erano l'estremamente popolare Sandino e un presidente principalmente di facciata, Juan Bautista Sacasa.
La Nicaraguan Campaign Medal, una decorazione della Marina Militare degli Stati uniti, venne istituita in seguito per quei soldati statunitensi che svolsero compiti in Nicaragua durante i primi anni del XX secolo.

## I Somoza (1936-1979)

### Governo di Anastasio Somoza García
Con il supporto statunitense Anastasio Somoza García sbaragliò i suoi oppositori politici, incluso Sandino, che venne assassinato da ufficiali della Guardia Nacional nel febbraio 1934, in violazione di un accordo di salvacondotto, e prese la presidenza nel 1936. La famiglia Somoza avrebbe governato fino al 1979.
La prima opposizione al regime di Somoza arrivò dalla classe media colta e dai benestanti solitamente conservatori che vennero estromessi da Somoza, il quale mise amici e familiari al controllo dell'economia nazionale. Di fronte alla restrizione alla libertà di parola, questi tentativi di resistenza non ebbero successo. Molti appartenenti a queste classi lasciarono il Nicaragua, ironicamente, la destinazione erano spesso gli Stati Uniti. Una notevole eccezione fu Pedro Joaquín Chamorro Cardenal, editore di La Prensa, il quotidiano più popolare del paese, la cui reputazione internazionale e il continuo rifiuto della violenza lo portarono ad essere tutto meno che intoccabile per il regime.
L'opposizione liberale iniziò a venire eclissata dai molto più radicali e violenti marxisti. Il 21 settembre 1956, un giovane marxista, Rigoberto López Pérez, si intrufolò ad un ricevimento cui partecipava il presidente e gli sparò nel petto. Mentre l'assassino morì rapidamente per i colpi d'arma da fuoco che giunsero in risposta, Somoza morì pochi giorni dopo, nell'ospedale statunitense che si trovava nella Zona del Canale di Panama.

### L'ascesa al potere di Somoza e la formazione di una dittatura
Le divisioni interne al Partito Conservatore nelle elezioni del 1932, aprirono la strada che portò il liberale Juan Bautista Sacasa ad assumere il potere. La sua iniziò come una presidenza inerentemente debole—difficilmente costituiva un ostacolo formidabile per un Somoza che si apprestava a costruire la sua influenza personale sul Congresso e sul Partito Liberale al governo. La popolarità del presidente Sacasa diminuì a causa delle sue scarse doti di leadership e di accuse di brogli durante le elezioni del Congresso nel 1934. Somoza García beneficiò del potere in calo di Sacasa, e al tempo stesso riunì assieme la Guardia Nazionale e il Partito Liberale (Partido Liberal-PL) allo scopo di vincere le elezioni presidenziali del 1936. Somoza Garcia coltivò inoltre l'appoggio degli ex presidenti Moncada e Chamorro, mentre consolidava il controllo all'interno del Partito Liberale.
All'inizio del 1936, Somoza affrontò apertamente il presidente Sacasa usando la forza militare per trasferire i funzionari governativi locali fedeli al presidente e sostituirli con suoi uomini fidati. Il crescente confronto militare di Somoza García portò Sacasa a dimettersi il 6 giugno 1936. Il Congresso nominò Carlos Brenes Jarquín, un compagno di Somoza García, come presidente ad interim e rinviò le elezioni presidenziali a dicembre. In novembre, Somoza si dimise da direttore capo della Guardia Nazionale, aderendo così ai requisiti costituzionali per l'eleggibilità a concorrere alla carica di presidente. Il Partito Liberal-Nazionalista (Partido Liberal Nacionalista—PLN) venne fondato con l'appoggio di una fazione del Partito Conservatore a sostegno della candidatura di Somoza Garcia. Questi venne eletto presidente nelle elezioni di dicembre, con il notevole risultato di 107.201 voti contro 108. Il 1º gennaio 1937 egli riprese il controllo della Guardia Nazionale, combinando i ruoli di presidente e di direttore capo delle forze armate.
Dopo la vittoria di Somoza nelle elezioni presidenziali del dicembre 1936, egli procedette diligentemente a consolidare il suo potere all'interno della Guardia Nazionale, dividendo al tempo stesso i suoi avversari politici. A membri della famiglia e amici stretti vennero date posizioni chiave all'interno di governo ed esercitò. La famiglia Somoza controllava anche il PLN, il quale a sua volta controllava la legislatura e il sistema giudiziario, dando così a Somoza il potere assoluto in qualsiasi ambito della politica nicaraguense. L'opposizione politica nominale venne permessa fintanto che non minacciava l'élite al governo. La Guardia Nazionale di Somoza Garcia represse gravi opposizioni politiche e dimostrazioni antigovernative. Il potere istituzionale della Guardia Nazionale crebbe in molte delle imprese controllate dal governo, fino a giungere a controllare la radio nazionale e le linee telegrafiche, il servizio postale e il servizio immigrazione, servizi sanitari, il fisco e le ferrovie nazionali.
In meno di due anni dalla sua elezione, Somoza Garcia, sconfiggendo il Partito Conservatore, dichiarò la sua intenzione di restare al potere oltre il suo mandato presidenziale. Quindi, nel 1938, Somoza Garcia nominò un'Assemblea Costituente che diede al presidente poteri estesi e lo rielesse per altri otto anni. Un'Assemblea Costituente, estensione del mandato presidenziale da quattro a sei anni, e clausole che permettevano al presidente di decretare leggi riguardanti la Guardia Nazionale senza consultare il Congresso, assicurarono a Somoza il controllo assoluto sullo Stato e l'esercito. Il controllo sui meccanismi elettorali e legislativi fornì le basi per una dittatura permanente.

### I giovani Somoza
A Somoza García successero i suoi due figli. Luis Somoza Debayle divenne dittatore, ma il fratello Anastasio Somoza Debayle resse le vere redini del potere in quanto capo della Guardia Nazionale. Diplomato all'accademia militare statunitense di West Point, Anastasio fu ancor più vicino agli USA di quanto lo fu il padre e si raccontava che parlasse meglio l'inglese dello spagnolo.
Anche i rivoluzionari vennero notevolmente rafforzati, grazie alla rivoluzione cubana. Questa fornì speranza e ispirazione ai rivoluzionari, oltre ad armi e finanziamenti. Operando dalla Costa Rica essi formarono il Frente Sandinista de Liberacion Nacional (FSLN) e divennero noti come Sandinisti. Essi presero il nome dall'ancor leggendario Augusto César Sandino. Con l'aiuto degli Stati Uniti, i fratelli Somoza riuscirono a sconfiggere la guerriglia.
Il presidente Luis Somoza Debayle, messo sotto pressione dai ribelli, annunciò che nel febbraio 1963 si sarebbero svolte delle elezioni nazionali. Venne fatta una riforma che stabiliva il voto segreto e una commissione elettorale di supervisione (anche se il Partito Conservatore non elesse mai alcun membro della commissione). Somoza aveva anche introdotto un emendamento costituzionale che avrebbe impedito a membri della sua famiglia di succedergli. L'opposizione era estremamente scettica circa le promesse di Somoza, e alla fine la dittatura proseguì, passando a Anastasio Somoza Debayle dopo che Luis morì per un attacco cardiaco nel 1967.
Negli anni 1970, Anastasio Somoza Debayle, come il fratello e il padre prima di lui, veniva considerato da molti come un cleptocrate, dato che possedeva il 20% dei migliori terreni agricoli. I contadini senza terra lavoravano in grandi piantagioni durante la breve stagione del raccolto e ricevevano stipendi bassi fino a 1 dollaro statunitense al giorno. Nella disperazione, molti di questi poveri lavoratori migrarono a est, cercando una loro terra vicino alla foresta pluviale. Nel 1968, l'Organizzazione Mondiale della Sanità trovò che l'inquinamento dell'acqua era responsabile del 17% delle morti in Nicaragua.

### Coinvolgimento economico statunitense
Dal 1945 al 1960, la Nicaraguan Long Leaf Pine Company (NIPCO), società a proprietà statunitense, pagò direttamente alla famiglia Somoza milioni di dollari in cambio di vantaggi alla compagnia, come ad esempio il non dover riforestare le aree disboscate. Nel 1961, la NIPCO aveva tagliato tutti i pini costieri sfruttabili economicamente nel Nicaragua Nordorientale. L'espansione delle piantagioni di cotone negli anni cinquanta e degli allevamenti di bestiame negli anni sessanta, costrinsero le famiglie contadine ad abbandonare le aree che avevano coltivato per decenni. Alcuni vennero costretti dalla Guardia Nazionale a trasferirsi nei progetti di colonizzazione nella foresta pluviale. Alcuni si spostarono a est sulle colline, dove ripulirono la foresta per poter creare piantagioni. L'erosione del suolo comunque, li costrinse ad abbandonare le loro terre e spostarsi ancor più all'interno della foresta. Gli allevamenti di bestiame arrivarono allora a reclamare le terre abbandonate. Contadini e allevatori proseguirono questo spostamento sempre più all'interno della foresta pluviale. Nei primi anni 1970 il Nicaragua era diventato il principale fornitore di carne bovina degli USA. Carne che andava a sostenere le catene di fast food e la produzione di cibo per animali domestici. Sei fabbriche di confezionamento della carne a Miami e il più grande macello del Nicaragua erano di proprietà del presidente Anastasio Somoza Debayle.
Sempre negli anni 1950 e 1960, il 40% di tutte le esportazioni statunitensi di fitofarmaci andavano in America Centrale. Il Nicaragua e i suoi vicini facevano ampio uso di composti vietati negli USA, quali DDT, endrina, dieldrina e lindane. In uno studio del 1977 venne rivelato che le madri che vivevano a León avevano una quantità di DDT nel loro latte materno che era 45 volte superiore a quella ritenuta sicura dall'OMS.

## Insurrezione sandinista (1961 - 1979)
Un importante punto di svolta avvenne nel dicembre 1972. Il terremoto di Managua, che uccise oltre 10.000 persone e lasciò 500.000 senzatetto. Molti aiuti internazionali vennero inviati nella nazione, ma fino a metà di questi finirono nelle tasche di Somoza e di uomini della Guardia Nazionale. Come risultato, gran parte del centro di Managua, devastato dal sisma, non venne mai ricostruito. Ciò non solo fece infuriare i nicaraguensi, ma iniziò anche ad alienare le simpatie degli Stati Uniti. La violenta opposizione al governo, in particolare alla corruzione diffusa, venne quindi rinnovata con la rivitalizzazione dei Sandinisti, questa volta sostenuti da Cuba e dall'Unione Sovietica.
Somoza reagì violentemente dopo che uno dei suoi amici più cari venne preso in ostaggio e giustiziato. Venne dichiarata la legge marziale e la Guardia Nazionale iniziò a radere al suolo i villaggi nella giungla sospettati di aiutare i ribelli. I gruppi per la difesa dei diritti umani condannarono le azioni, ma il presidente statunitense Gerald Ford si rifiutò di rompere l'alleanza con Somoza.
Mentre i continui attacchi della Guardia Nazionale fecero molte vittime tra la popolazione civile, i ribelli guadagnavano consensi, e intensificarono i loro assalti contro il governo. La nazione scivolò nella guerra civile nel 1978, con l'assassinio di Pedro Chamorro, che aveva continuato ad opporsi alla violenza contro il regime. 50.000 persone si presentarono al suo funerale.
Le forze Sandiniste, sostenute da Cuba e radunate in Honduras e Costa Rica, avanzarono nel paese e iniziarono a occupare comunità isolate. Altre città si sollevarono, espellendo le unità della Guardia Nazionale. Somoza rispose con crescente brutalità. Quando León cadde nelle mani dei Sandinisti, egli ordinò all'aviazione militare di "bombardare tutto ciò che si muove finché non smette di muoversi."
Gli USA sapevano che i Somoza erano impopolari, così perseguirono una politica di "Somozismo senza Somoza". Quando questa tattica fallì, Somoza cercò di mantenere la sua influenza per mano della Guardia Nazionale. Nel giugno 1979 la Guardia Nazionale stava compiendo enormi atrocità nella guerra contro i Sandinisti, bombardando quartieri residenziali di Managua e uccidendo migliaia di persone. A quel punto, l'ambasciatore statunitense inviò un cablogramma alla Casa Bianca in cui riferiva che sarebbe stato "malconsigliato" dire alla Guardia di cessare i bombardamenti, perché una tale azione avrebbe aiutato i Sandinisti a prendere il potere. Quando la Guardia Nazionale giustiziò Bill Stewart, reporter della ABC e venne trasmesso un vivido filmato dell'esecuzione, l'opinione pubblica statunitense prese ancor più in antipatia Somoza. Alla fine, il presidente Jimmy Carter rifiutò a Somoza l'aiuto militare statunitense, ritenendo che la natura repressiva del governo avesse prodotto il sostegno popolare alla rivolta Sandinista.

## Il periodo sandinista (1979-1990)

### La rivoluzione sandinista
Mentre il governo di Somoza collassava, gli USA aiutarono Somoza e i comandanti della Guardia Nazionale a fuggire. Somoza fuggì in esilio a Miami. I ribelli avanzarono vittoriosamente sulla capitale. Il 19 luglio 1979 venne proclamato un nuovo governo, sotto una giunta provvisoria guidata da Daniel Ortega (all'epoca trentacinquenne) e che comprendeva Violeta Chamorro, vedova di Pedro.
Le Nazioni Unite stimarono i danni materiali prodotti dalla guerra rivoluzionaria in 480 milioni di dollari. Il FSLN prese il controllo di una nazione piagata da malnutrizione, malattie e contaminazioni da sostanze tossiche. Il Lago di Managua venne considerato morto a causa di decenni di uso indiscriminato di fitofarmaci, inquinamento prodotto da sostanze chimiche tossiche delle industrie della zona e da scarichi fognari non depurati. L'erosione del terreno e le tempeste di polvere causate dalla deforestazione erano un altro problema del Nicaragua all'epoca. Per contrastare queste crisi, l'FSLN creò l'Istituto Nicaraguense per le Risorse Naturali e l'Ambiente.
I Sandinisti uscirono vittoriosi dalle elezioni nazionali del 4 novembre 1984. Anche se le elezioni vennero certificate come "libere e regolari" da osservatori internazionali, ci furono molti gruppi, tra cui l'opposizione politica nicaraguense e l'amministrazione Reagan, che contestarono restrizioni politiche poste dal governo sull'opposizione. Il principale candidato dell'opposizione era Arturo Cruz, sostenuto dagli USA, che cedette alle pressioni del governo statunitense per non prendere parte alle elezioni del 1984. Altri partiti di opposizione, come il Partito Conservatore Democratico e il Partito Liberale Indipendente, furono entrambi liberi di denunciare il governo Sandinista e partecipare alle elezioni. Secondo lo storico Christopher Andrew le paure dei gruppi di opposizione erano fondate, poiché l'FSLN avrebbe in effetti soppresso attivamente i partiti dell'opposizione di destra lasciando soli i partiti moderati, con Ortega che sosteneva che i moderati "non presentavano alcun pericolo e servivano come conveniente facciata verso il mondo esterno". Ortega venne eletto presidente nel 1984 con una maggioranza schiacciante, ma gli ultimi anni di guerra avevano chiesto un tributo esagerato all'economia del Nicaragua e avevano lasciato molte famiglie in situazioni abbastanza difficili.

### L'ingerenza USA ed il finanziamento dei "Contras"
Il presidente Carter sperò inizialmente che un continuato aiuto da parte degli USA avrebbe fatto sì che i Sandinisti non formassero un governo Marxista-Leninista dottrinario, allineato con il blocco sovietico. Dato però il supporto fornito in passato dagli USA alla famiglia Somoza, e l'ideologia Marxista militante del governo dell'FSLN (molte delle principali figure tra i Sandinisti avevano da lungo tempo relazioni con l'URSS e con Cuba), l'approccio di Carter aveva poco senso. L'amministrazione Carter riservò ai Sandinisti dei finanziamenti minimi per iniziare, ma i Sandinisti si allontanarono risolutamente dagli USA e con l'aiuto di Cuba e dell'Europa dell'est costruirono un esercito di 75.000 uomini. La ricostruzione comprendeva carri armati pesanti T-55, artiglieria pesante e elicotteri da assalto HIND, un rafforzamento senza precedenti che rese l'esercito Sandinista più potente di quelli dei suoi vicini messi assieme. I sovietici si impegnarono anche a fornire dei caccia MiG 21, ma con fastidio dei Sandinisti, gli aerei non vennero mai consegnati.
Managua divenne la seconda capitale dell'emisfero (dopo l'Avana) ad ospitare un'ambasciata della Repubblica Popolare di Corea. Ironicamente, alla luce delle tensioni tra i loro sponsor sovietici e la Cina, i Sandinisti permisero a Taiwan di mantenere la sua missione diplomatica e rifiutarono alla Repubblica Popolare Cinese di entrare nel paese.
La prima sfida al nuovo e potente esercito arrivò da gruppi della Guardia Nazionale di Somoza che avevano trovato rifugio in Honduras. I Contras finirono presto sotto il controllo delle élite affaristiche nicaraguensi che si opponevano alle politiche Sandiniste che miravano ad appropriarsi delle loro proprietà. La catena di comando dei Contras comprendeva alcuni ex membri della Guardia Nazionale, tra questi il fondatore e comandante dei Contras Enrique Bermúdez. Un altro importante comandante, era invece un ex eroe Sandinista, Edén Pastora, noto come "Commadante Zero", che rifiutò l'orientamento Leninista dei suoi compagni.
Con l'elezione di Ronald Reagan nel 1980, le relazioni tra Stati Uniti e regime Sandinista divennero un fronte attivo della guerra fredda. L'amministrazione Reagan insistette sulla "minaccia comunista" posta dai Sandinisti; reagendo in particolare al supporto che a questi veniva fornito dal presidente cubano Fidel Castro, alle strette relazioni militari con sovietici e cubani, ma anche portando avanti il desiderio dell'amministrazione Reagan di proteggere gli interessi statunitensi nella regione, che erano minacciati dalle politiche del governo sandinista. Gli Stati Uniti sospesero rapidamente gli aiuti al Nicaragua e aumentarono la fornitura di armi e di addestramento ai Contras stanziati nel vicino Honduras e ai gruppi loro alleati basati nel sud della Costa Rica. La pressione statunitense contro il governo Sandinista crebbe, con attacchi ai porti e alle installazioni petrolifere nicaraguensi (settembre 1983-marzo 1984) e il posizionamento di mine magnetiche fuori dai porti nicaraguensi (inizi del 1984), azioni che vennero condannate come illegali (27 giugno 1986 Nicaragua vs. Stati Uniti) dalla Corte internazionale di giustizia. Gli USA rifiutarono di pagare una multa e sostennero che la corte non era competente sul caso. L'Assemblea Generale delle Nazioni Unite approvò una risoluzione allo scopo di spingere gli USA a pagare l'ammenda. Anche se solo Israele ed El Salvador, che avevano anch'essi dispute con il Nicaragua, votarono assieme agli USA, la cifra non è stata ancora pagata. Jeane Kirkpatrick, l'ambasciatrice statunitense all'ONU durante l'amministrazione Reagan, criticò la corte definendola un organo "semi giudiziario". Gli USA erano legalmente vincolati alle decisioni della corte, avendo firmato un trattato ed essendo ricorsi ad essa in altre circostanze. Il 1º maggio 1985 Reagan emanò un ordine esecutivo che imponeva un embargo economico completo sul Nicaragua, che rimase in vigore fino al marzo 1990.
Nel 1982, il Congresso degli Stati Uniti vietò ulteriori aiuti diretti ai Contras con l'emendamento Boland. I funzionari di Reagan tentarono di rifornirli illegalmente con i ricavi della vendita di armi all'Iran e con donazioni di terzi, innescando lo scandalo Iran-Contras del 1986-87. Il reciproco sfinimento, le paure dei Sandinisti verso l'unità dei Contras o un loro successo militare, e la mediazione da parte di altri governi regionali, portarono al cessate il fuoco di Sapoa tra Sandinisti e Contras (23 marzo 1988) e ai successivi accordi (febbraio/agosto 1989) per la reintegrazione dei Contras nella società nicaraguense, preparatori di nuove elezioni generali che vennero poi conquistate con una vittoria schiacciante dal partito identificato con i Contras.

## Il periodo post-sandinista
Con una secca e sorprendente sconfitta (ABC news aveva previsto un margine di 16 punti percentuali per la vittoria dei Sandinisti - persero invece di 14), l'FSLN cedette all'Unione di Opposizione Nazionale guidato da Violeta Chamorro, vedova di Pedro Joaquín Chamorro Cardenal, assassinato dai somozisti il 10 gennaio 1978 in quanto proprietario del quotidiano liberale "La Prensa", nelle elezioni del 25 febbraio 1990, ma controllava ancora gran parte dell'esercito, dei sindacati e dei tribunali. Durante i quasi sette anni in carica della presidente Chamorro, il suo governo ottenne grandi successi nel consolidamento delle istituzioni democratiche, nel far avanzare la riconciliazione nazionale, nello stabilizzare l'economia, privatizzando le imprese statali, e riducendo le violazioni dei diritti umani. Nel febbraio 1995, il comandante generale dell'esercito popolare Sandinista Humberto Ortega venne sostituito, in accordo con quanto previsto dal nuovo codice militare fatto entrare in vigore nel 1994 dal generale Joaquín Cuadra, che stabilì una politica di maggiore professionismo all'interno dell'esercito del Nicaragua. Una nuova legge per l'organizzazione della polizia venne approvata dall'Assemblea Nazionale e tramutata in legge nell'agosto 1996, e codificava ulteriormente sia il controllo civile sulla polizia, sia la professionalizzazione di questa.
Il 20 ottobre 1996 si tennero le elezioni presidenziali, legislative e comunali. Anche queste vennero giudicate libere e regolari dagli osservatori internazionali e dal gruppo nazionale di osservatori elettorali di Ética y Transparencia (Etica e Trasparenza), nonostante un certo numero di irregolarità, dovute in larga parte a difficoltà logistiche e a leggi elettorali particolarmente complicate. Questa volta i nicaraguensi elessero l'ex sindaco di Managua, Arnoldo Alemán, capo dell'Alleanza Liberale di centro-destra, che successivamente si consolidò nel Partito Liberale Costituzionale (PLC). Alemán continuò a liberalizzare l'economia mantenendo la sua promessa della campagna elettorale di "lavoro non parole" completando progetti infrastrutturali quali autostrade, ponti e pozzi (grazie in gran parte agli aiuti stranieri ricevuti dopo l'uragano Mitch che colpì il Nicaragua nell'ottobre 1998). La sua amministrazione fu comunque macchiata da accuse di corruzione che produssero le dimissioni di diversi funzionari chiave a metà del 2000. Alemán venne in seguito arrestato e condannato a venti anni di prigione per corruzione.
Nel novembre 2000, in Nicaragua si svolsero le elezioni municipali. Il PLC di Alemán ottenne la vittoria nella maggioranza delle municipalità, ma l'FSLN andò decisamente meglio nelle grandi aree urbane, ottenendo un numero significativo di capitali dipartimentali, tra cui Managua.
Le elezioni presidenziali e legislative si tennero il 4 novembre 2001—le quarte elezioni libere e corrette dal 1990. Enrique Bolaños del PLC venne eletto alla presidenza, sconfiggendo il candidato dell'FSLN Daniel Ortega, con uno scarto di 14 punti percentuali. Le elezioni vennero caratterizzate ancora una volta dagli osservatori internazionali come libere, corrette e pacifiche.
Il Presidente Bolaños, insediato il 10 gennaio 2002, durante la sua campagna promise di rinvigorire l'economia, creare posti di lavoro, combattere la corruzione e appoggiare la guerra contro il terrorismo.
Nel novembre 2006 le elezioni presidenziali furono vinte da Daniel Ortega, riportandolo al potere dopo 16 anni di opposizione. Osservatori internazionali, fra cui il Centro Carter, hanno giudicato le elezioni "libere e regolari".
La nazione ha parzialmente ricostruito la sua economia durante gli anni 1990, ma venne colpita duramente dall'uragano Mitch alla fine di ottobre del 1998, quasi esattamente dieci anni dopo il parimenti distruttivo uragano Joan.
La nazione inoltre è stata la seconda ad accettare l'indipendenza delle regioni autonome di Abcasia e Ossezia, dopo la Russia.